# Сенат Румунії
Сенат Румунії (рум. Senatul României) — верхня палата парламенту Румунії. Обирається на чотири роки. Кількість сенаторів та їх порядок виборів встановлюється виборчим законом Румунії.
Перші вибори до сенату після Румунської революції 1989 року відбулися 20 травня 1990 році на підставі декрету-закону № 92 Тимчасової ради національної єдності від 14 березня 1990 року «Про правові засади проведення виборів до Парламенту і виборів Президента Румунії». Було обрано 119 сенаторів.
Конституція Румунії, яка була прийнята у 1991 році, не визначала сенат і Палату депутатів Румунії як «вищу» і «нижчу». Нова редакція конституції, яка 2003 році замінила попередню, визначила сенат як «вищу» палату в законодавчому процесі Румунії.
На виборах у 2012 році було обрано 176 сенаторів, а в 2016 — 136 сенаторів.